# رفت از یادم (ترانه بی‌اوبی)
«رفت از یادم» تک‌آهنگی از هنرمند اهل ایالات متحده آمریکا بی.او.بی، نیکی میناژ است که در سال ۲۰۱۲ میلادی منتشر شد.